# Mięśnie kolcowo-żebrowe
Mięśnie kolcowo-żebrowe, mięśnie zębate tylne (łac. musculi spinocostales, musculi serrati posteriores) – w anatomii człowieka mięśnie stanowiące najgłębszą warstwę powierzchownych mięśni grzbietu, lub według innego podziału – grupę pośrednią mięśni grzbietu. Położone są pod mięśniami kolcowo-ramiennymi. U człowieka są słabo rozwinięte i bardzo zmienne. Do grupy mięśni kolcowo-żebrowych zaliczają się mięsień zębaty tylny górny (łac. musculus serratus posterior superior) i mięsień zębaty tylny dolny (łac. musculus serratus posterior inferior).